# Frederik Marcus Knuth (politikus)
Gróf Frederik Marcus Knuth (1813. január 11. – 1856. január 8.) dán politikus, kormányzó; 1848. március 22. és november 16. között Dánia külügyminisztere.
Apja, Eggert Christopher Greve Knuth (1786 – 1813) Norvégia Akershus megyéjének kormányzója volt.

## Külső hivatkozások
- Om Frederik Marcus Knuth a Dansk Biografisk Leksikon-on és Projekt Runeberg-en
- Rigsdagens medlemmer gennem hundrede år J.H. Schultz Forlag, 1949
- Danish ministries, etc.

1. 1 2  Dansk Biografisk Lexikon (dán nyelven). Dansk Biografisk Leksikon